# Université d'État de Sumqayit
L’université d'État de Sumqayit est une université publique à Sumqayit, en Azerbaïdjan. L'université compte sept départements et environ 4 000 étudiants.

## Histoire
Fondée en 1961, elle a fonctionné en tant que filiale éloignée de l'Académie nationale du pétrole d'Azerbaïdjan jusqu'en 1992, date à laquelle elle est devenue indépendante en tant qu'Institut industriel azerbaïdjanais. Le 13 juin 2000, il a été renommé l’université d'État de Sumgayit.
Plus de 3 500 étudiants sont formés pour des diplômes de licence dans 17 directions et 200 étudiants pour des diplômes de maîtrise dans 28 spécialités dans sept départements : mécanique-mathématiques, physique et génie électrique, chimie, techniques et technologies informatiques, économie, histoire et philologie.
L'université d'État de Sumgayit est la principale université de Sumgayit, la troisième plus grande ville d'Azerbaïdjan.

## Affiliations
L'université est membre de l'Association des universités du Caucase.